# Яблонський Віктор Вікторович
Віктор Вікторович Яблонський (нар. 6 січня 1970, Київ, УРСР) — радянський, український, російський футболіст та тренер.

## Кар'єра гравця
Народився 6 січня 1970 року в Києві. Вихованець ДЮСШ столичного «Динамо». Кар'єру футболіста розпочав у складі клубу «Автомобіліст» (Коканд). У 1989 році не виступав у жодному клубі, але в 1990 році потрапив на військову слкжбу, яку «проходив» у складі київського СКА, а після її завершення виступав у складі хірковського «Металіста».
У 1992-1995 роках виступав за одеський «Чорноморець». 6 березня 1992 року дебютував за «Чорноморець» у Вищій лізі України в матчі проти львівських «Карпат» (2:2). У складі одеситів двічі вигравав Кубок України, ставав срібним призером та двічі бронзовим призером чемпіонату України.
У 1995 році виїхав до Росії. У 1995—1998 роках та в 2001 році виступав за калінінградську «Балтику», провів у її складі 93 матчі у Вищій лізі. Потім виступав у «Металурзі» (Липецьк) та «Арсеналі» (Тула). У 2002 році завершив кар'єру професійного футболіста в клубі «Витязь» (Подольськ). В сезонах 2003,04 років виступав за аматорський клуб «Неман» (Калінінград).

## Кар'єра тренера
Після завершення кар'єри футболіста проиступив до тренерської діяльності. У 2003-2007 роках був асистентом головного тренера «Балтики».

## Досягнення
- Вища ліга чемпіонату України
  -  Срібний призер (1): 1994/95
  -  Бронзовий призер (2): 1992/93, 1993/94

- Кубок України
  -  Володар (2): 1992, 1993/94

- У списку найкращих футболістів України: 1992